# Analyse par graphe de visibilité
L'analyse par graphes de visibilité (Visibility Graph Analysis ou VGA en anglais) est une méthode d'analyse des connexions d'inter-visibilité au sein d'un espace architectural ou urbain. La méthode VGA a été développée à partir de la théorie architecturale de la Syntaxe spatiale par Turner et al. en 2001. Cette méthode se base sur la construction d'un graphe dit graphe de visibilité dans l'espace ouvert d'un plan.
L'analyse par les graphes de visibilité utilise différentes mesures de la théorie des réseaux de petits mondes et de la centralité dans la théorie des réseaux afin d'estimer la qualité perceptuelle de l'espace et son utilité.